# Crotalaria pumila
Crotalaria pumila är en ärtväxt inom släktet Crotalaria som beskrevs av Casimiro Gómez de Ortega Arten förekommer i Central- och Sydamerika och IUCN kategoriserar den globalt som livskraftig. Inga underarter finns listade i Catalogue of Life.

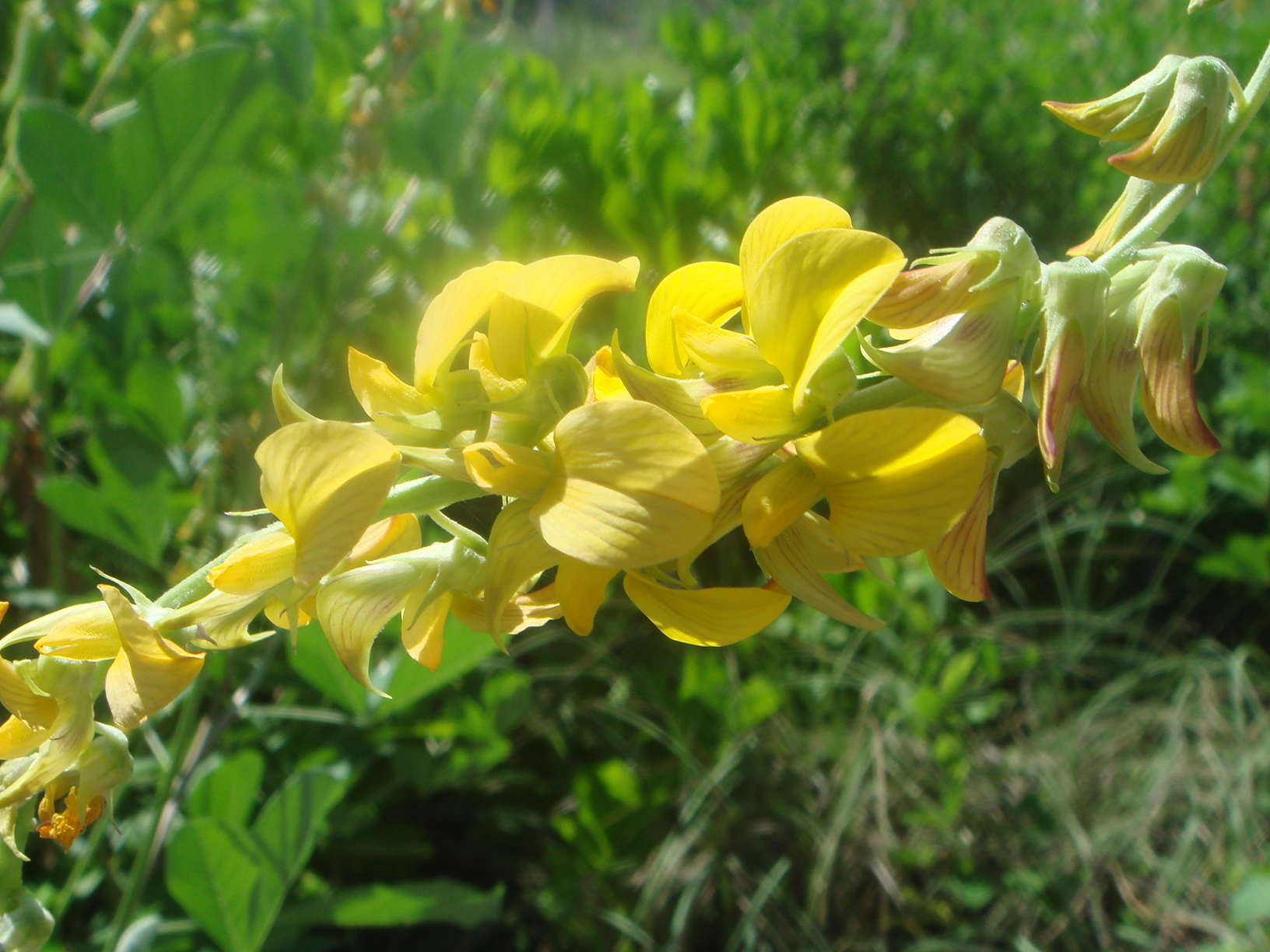